# Seznam ulic v Soběšicích (Brno)
Seznam ulic v Soběšicích uvádí přehled ulic a veřejných prostranství na území evidenční části obce Soběšice v Brně, která je územně totožná s katastrálním územím Soběšice a tvoří část městské části Brno-sever.

## Seznam
| Název         | Pojmenováno po                                         | Souřadnice                       | Obrázek | Commons              | RÚIAN   | Mapy.cz         |
| ------------- | ------------------------------------------------------ | -------------------------------- | ------- | -------------------- | ------- | --------------- |
| Borová        | borovice                                               | 49°15′17″ s. š., 16°37′10″ v. d. |         | Borová (Brno)        | 21555   | stre&id=79000   |
| Dohnalova     | František Dohnal                                       | 49°15′ s. š., 16°37′12″ v. d.    |         |                      | 22748   | stre&id=79118   |
| Drápelova     | František Drápela                                      | 49°15′32″ s. š., 16°37′15″ v. d. |         | Drápelova            | 22861   | stre&id=79131   |
| Habrová       | habr                                                   | 49°15′26″ s. š., 16°37′10″ v. d. |         | Habrová (Brno)       | 23647   | stre&id=79208   |
| Jetelová      | jetel                                                  | 49°15′33″ s. š., 16°37′19″ v. d. |         | Jetelová (Brno)      | 660655  | stre&id=140066  |
| Klarisky      | klášter klarisek                                       | 49°15′21″ s. š., 16°37′28″ v. d. |         | Klarisky (Brno)      | 700053  | stre&id=142944  |
| Klokočí       | klokoč                                                 | 49°15′3″ s. š., 16°37′2″ v. d.   |         |                      | 719871  | stre&id=144838  |
| Kobylín       |                                                        | 49°15′25″ s. š., 16°37′15″ v. d. |         | Kobylín              | 25941   | stre&id=79438   |
| Loučná        | louka                                                  | 49°15′5″ s. š., 16°37′15″ v. d.  |         | Loučná (Brno)        | 27162   | stre&id=79561   |
| Lovecká       | les                                                    | 49°15′30″ s. š., 16°37′12″ v. d. |         | Lovecká (Brno)       | 27171   | stre&id=79562   |
| Malinová      | ostružiník maliník                                     | 49°15′35″ s. š., 16°37′20″ v. d. |         | Malinová (Brno)      | 660663  | stre&id=140067  |
| Malý Růženec  |                                                        | 49°15′ s. š., 16°37′ v. d.       |         | Malý Růženec         | 719862  | stre&id=144837  |
| Melatín       |                                                        | 49°15′9″ s. š., 16°37′34″ v. d.  |         | Melatín (Brno)       | 27774   | stre&id=79622   |
| Mokrohorská   | Mokrá Hora                                             | 49°15′31″ s. š., 16°37′9″ v. d.  |         | Mokrohorská          | 28096   | stre&id=79653   |
| Morávkova     | Karel Morávek                                          | 49°15′2″ s. š., 16°37′31″ v. d.  |         |                      | 3031284 | stre&id=5198908 |
| Na klínku     |                                                        | 49°15′7″ s. š., 16°37′17″ v. d.  |         |                      | 29262   | stre&id=79769   |
| Na kovárně    |                                                        | 49°15′13″ s. š., 16°37′18″ v. d. |         | Na kovárně (Brno)    | 28321   | stre&id=79676   |
| Na rychtě     |                                                        | 49°15′12″ s. š., 16°37′30″ v. d. |         |                      | 28380   | stre&id=79682   |
| Pod kaplí     | kaple Nalezení svatého Kříže                           | 49°14′59″ s. š., 16°37′14″ v. d. |         |                      | 29734   | stre&id=79815   |
| Rozárka       |                                                        | 49°15′16″ s. š., 16°37′34″ v. d. |         | Rozárka              | 31011   | stre&id=79943   |
| Rygle         |                                                        | 49°15′32″ s. š., 16°37′17″ v. d. |         | Rygle                | 660647  | stre&id=140065  |
| Růženec       | hranice                                                | 49°14′59″ s. š., 16°36′57″ v. d. |         | Růženec (Brno)       | 719854  | stre&id=144836  |
| Soběslavova   | Soběslav I. Český                                      | 49°14′56″ s. š., 16°37′7″ v. d.  |         |                      | 31861   | stre&id=80027   |
| Síčka         |                                                        | 49°15′13″ s. š., 16°37′27″ v. d. |         |                      | 31496   | stre&id=79990   |
| U Dubu        |                                                        | 49°15′26″ s. š., 16°37′26″ v. d. |         | U Dubu (Brno)        | 1155725 | stre&id=5185201 |
| Velkomoravská | Velkomoravská říše                                     | 49°14′52″ s. š., 16°37′5″ v. d.  |         | Velkomoravská (Brno) | 719889  | stre&id=144839  |
| Výzkumní      | výzkum                                                 | 49°15′8″ s. š., 16°37′5″ v. d.   |         | Výzkumní             | 35122   | stre&id=80352   |
| Weissova      | Karel Weiss                                            | 49°15′33″ s. š., 16°37′25″ v. d. |         | Weissova (Brno)      | 35173   | stre&id=80357   |
| Zdislavina    | Zdislava z Lemberka                                    | 49°15′18″ s. š., 16°37′29″ v. d. |         | Zdislavina (Brno)    | 679038  | stre&id=141399  |
| Zeiberlichova | Jaroslav Zeiberlich                                    | 49°15′3″ s. š., 16°37′25″ v. d.  |         | Zeiberlichova        | 35572   | stre&id=80397   |
| Zkratka       |                                                        | 49°15′15″ s. š., 16°37′23″ v. d. |         |                      | 35696   | stre&id=80409   |
| Útěchovská    | Útěchov                                                | 49°15′8″ s. š., 16°37′11″ v. d.  |         | Útěchovská           | 34100   | stre&id=80250   |
| Školní        | Základní škola a Mateřská škola Brno, Zeiberlichova 49 | 49°15′19″ s. š., 16°37′19″ v. d. |         | Školní (Brno)        | 32760   | stre&id=80117   |
| Štěpánkova    | Karel Štěpánek                                         | 49°15′8″ s. š., 16°37′25″ v. d.  |         | Štěpánkova (Brno)    | 32930   | stre&id=80134   |